# Mohamed Coulibaly (calciatore 1988)
Mohamed Aly Coulibaly (Bakel, 7 agosto 1988) è un calciatore senegalese con cittadinanza francese, attaccante del Laufen.

## Caratteristiche tecniche
È un attaccante.

## Carriera
Dopo aver ottenuto qualche presenza in Super League ed in Championship rispettivamente con le maglie di Grasshoppers e Bournemouth, ne colleziona ben 59 durante la sua esperienza in Spagna al Racing Santander, siglando anche 9 reti. Dal 2017 è un giocatore del Vaduz, club di Challenge League.

## Palmarès

### Club

#### Competizioni nazionali
- Coppa del Liechtenstein: 2

Vaduz: 2017-2018, 2018-2019